# 聖ペテロに鍵を渡すキリスト (レーニ)
『聖ペテロに鍵を渡すキリスト』（せいペテロにかぎをわたすキリスト、仏: Le Christ remettant les clés à saint Pierre、英: Christ Giving the Keys to St.Peter）は、イタリア・バロック期のボローニャ派の巨匠グイド・レーニが1624年ごろ、キャンバス上に油彩で描いた絵画である。イタリアの貴族フランチェスコ・マルコリーニ (Francesco Marcolini) がファーノにあるサン・ピエトロ・イン・ヴァッレ教会 (San Pietro in Valle) の主祭壇のために委嘱した。ナポレオン戦争中の1797年にフランス軍に掠奪され、1798年にパリのルーヴル美術館 (当時の名称は「中央芸術博物館」) に展示された。その後、返却されず、現在も同美術館に所蔵されている。

## 作品
『新約聖書』中の「マタイによる福音書」 (16章18-19) によれば、イエス・キリストは、聖ペテロに「あなたはペテロ。私はこの岩の上にわたしの教会を建てる。陰府の力もこれに対抗できない。わたしはあたなに天の国の鍵を授ける。あなたが地上でつなぐことは、天上でもつながれる。あなたが地上で解くことは、天上でも解かれる」といった。グイド・レーニは、この記述を大画面の本作に仕上げた。作品の制作には6年ほどかかり、1626年にサン・ピエトロ・イン・ヴァッレ教会に祭壇画として奉納された。画面背景の柱廊は、設置された教会のバロック建築と連続している。
画面の2人の主役であるキリストとペテロは鮮やかな色の服装を身に着け、白黒で描かれた建築を背景にひときわ目立っている。ペトロは青色の服と黄色のマントを纏って右側に跪き、すでに天国の衣装を身に着けているかのようである。その鮮やかな青色は、赤い服に青色のマントを羽織ったキリストとの間に、色彩のつながりを形成している。色調の調和と均衡のある構図を持つこの作品は、バロック期の「古典主義」画家であるレーニの代表作の1つである。
ルーヴル美術館にはレーニ以外にもアンニーバレ・カラッチやドメニキーノらの作品が数多くあるが、彼らの古典主義的な傾向はことにフランス人に好まれた。彼らの様式は、17世紀当時ローマに滞在していたニコラ・プッサンやクロード・ロランといったフランス近代絵画の基礎を築いた画家たちによってフランスに導入されたのである。